# 11369 Бразелтон
11369 Бразелтон (11369 Brazelton) — астероїд головного поясу, відкритий 17 серпня 1998 року.
Тіссеранів параметр щодо Юпітера — 3,568.